# Atelornis crossleyi
La ghiandaia marina di Crossley (Atelornis crossleyi Sharpe, 1875) è un uccello della famiglia Brachypteraciidae, endemico del Madagascar.